# Gaziantep
Gaziantep o Antep (antiguamente llamada en turco otomano Ayıntab) es la capital de la provincia de Gaziantep, Turquía. La ciudad cuenta con dos distritos bajo su administración, Şahinbey y Şehitkamil, con una población total de 1 237 874 hab. (censo de 2007) y una superficie de 2138 km². La población urbana es de 1 175 042 hab., lo que la convierte en la sexta ciudad más grande de Turquía y la más grande de Anatolia Suroriental. Los árabes, los selyúcidas y los otomanos la conocían como ʿAintab o Aïntab. El Parlamento de Turquía le otorgó el título de Gazi («guerrero victorioso») el 8 de febrero de 1921 como reconocimiento del valor de sus habitantes durante la Guerra de Independencia Turca. Y la ciudad adoptó de forma oficial el nombre Gaziantep («Antep la veterana») en 1921.

## Historia

### Antigüedad
Gaziantep es posiblemente el emplazamiento de la ciudad helenística de Antioquía de los Tauro (Antiochia ad Taurum). A pocos kilómetros al norte, se encuentran las ruinas de la ciudad griega y romana conocida como Doliche (en turco, Dülük).
Gaziantep es una de las provincias más desarrolladas de la región, además de una de las más antiguas, con una historia que se remonta a los hititas. Es además la principal zona de cultivo de pistacho de Turquía y cuenta con extensos olivares y viñedos, lo que la convierte en una de las más importantes zonas agrícolas e industriales del país.
En el centro de la ciudad, se levantan la fortaleza de Gaziantep y la ciudadela de Ravanda. El Museo Arqueológico, con sus importantes colecciones del Neolítico y la época hitita, así como de la romana y la de Comagene, atrae a numerosos visitantes. Los alrededores de la ciudad también cuentan con muchos y valiosos restos hititas. La casa Hasan Süzer, restaurada hasta recuperar su belleza original, alberga ahora el Museo Etnográfico. El taller de escultura de Yesemek, a 30 km al sur de la ciudad de İslahiye, fue uno de los primeros del mundo. Otros restos históricos son las ruinas de Belkis (Zeugma) y Kargamış, en la ciudad de Nizip. Doliche, cerca del centro de la ciudad, cuenta con instalaciones de acampada en un espacio natural.

### Periodo otomano
En la época otomana, Aintab se encontraba en el eyalet de Alepo (vilayato después de 1864).

## Demografía
Según el censo del Imperio otomano de 1543, la división de Aintab de la gobernación general de Alepo contaba con quince tribus, todas ellas de turcos Oguz. Gran parte de la élite de Aintab era de origen turcomano. No existen evidencias catastrales de tribus kurdas con lazos administrativos con la burocracia de Aintab. Según un estudio reciente de los juzgados de Aintab, se podría explicar en parte por el estatus tributario que los kurdos de la región habían negociado con los otomanos. En el mismo periodo, la estructura demográfica de Aintab destacaba del resto de la provincia de Alepo y de otras circundantes, debido a que la población no musulmana era relativamente pequeña y que eran cristianos armenios, mientras que la población no musulmana de la vecina gobernación general de Dulkadir (Maraş) era de aproximadamente el 4,5% y que la de Diyarbakır era de alrededor del 15%. En aquella época, Aintab no contaba con ninguna comunidad judía, aunque había un financiero judío, posiblemente en Alepo, que destacaba en la vida económica y administrativa de la ciudad.
A finales del siglo XIX, Gaziantep contaba con una población de 45.000 personas, 2/3 de los cuales eran musulmanes, en gran parte turcomanos Yörük del clan Çapanoğlu. La presencia de una comunidad judía se deduce de la frecuencia del apellido «Antebi» entre los judíos sirios.
Respecto a los cristianos, la mayoría eran armenios. Los armenios gregorianos sufrieron las masacres hamidianas de 1895, al contrario que los protestantes armenios, quienes prosperaron gracias a la Universidad Central de Turquía de la American Board of Commissioners for Foreign Missions (Junta Americana de Comisionados para Misiones Extranjeras). La población armenia de la ciudad era considerable antes de la I Guerra Mundial, pero tras el genocidio armenio, apenas quedaron armenios. Aún se pueden encontrar los restos de antiguas iglesias armenias, aunque la mayoría de ellas no se señalan como tales.[cita requerida]

## Economía

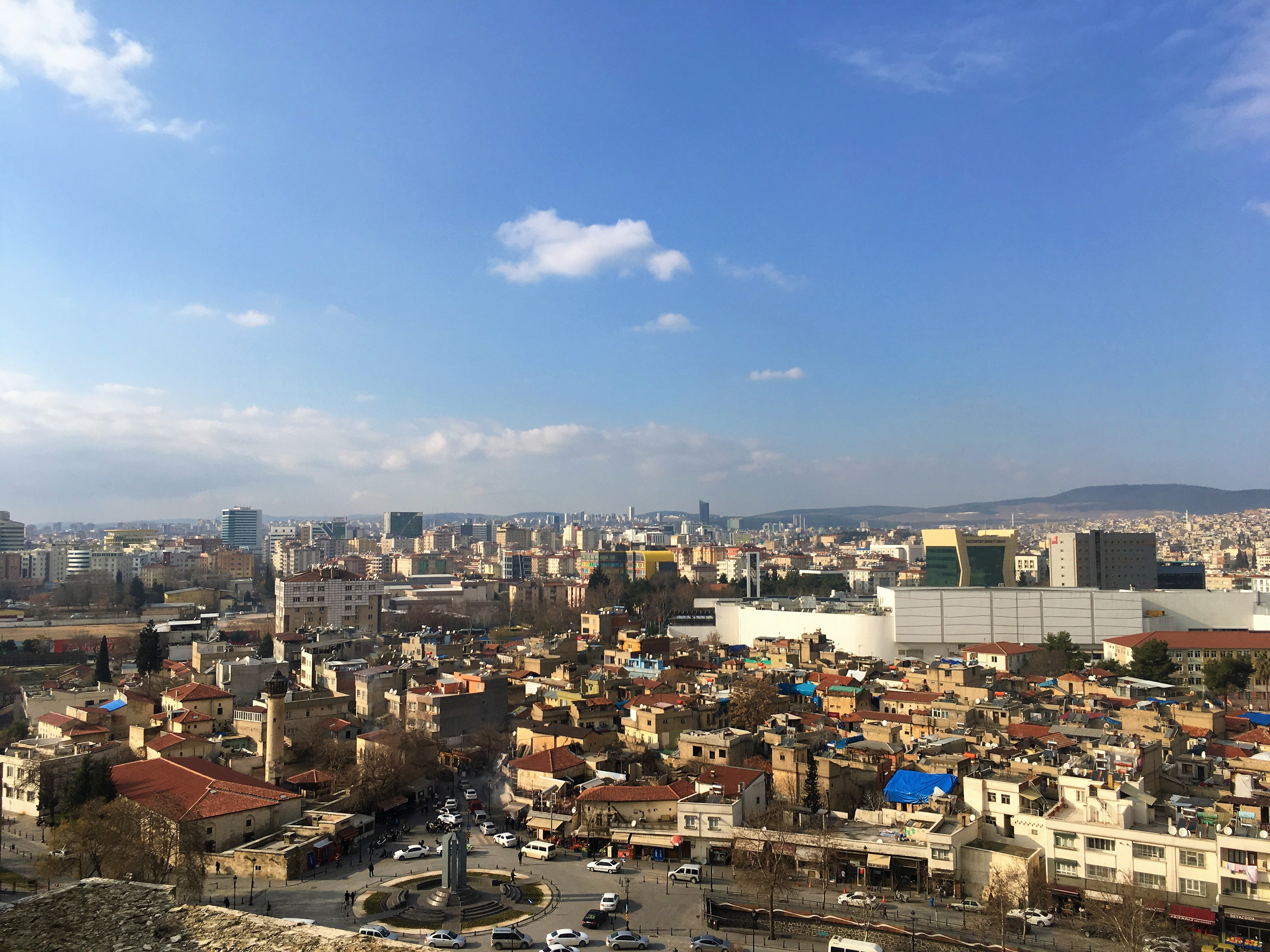
Vista de Gaziantep

Gaziantep es famosa por sus especialidades regionales: los artículos de cobre y las babuchas «yemeníes», propias de la región, entre otras. La ciudad es uno de los centros económicos del este y sureste de Turquía. Las grandes empresas industriales establecidas en Gaziantep representan el 4% de la industria turca, mientras que las pequeñas industrias representan el 6%. Además, Gaziantep cuenta con la mayor zona industrial de Turquía y mantiene la primera posición en exportación e importación de productos. Gaziantep cuenta además con una industria del turismo en constante desarrollo. Las reformas al pie del castillo han mejorado la belleza y la accesibilidad al mismo, así como de los talleres de cobre de los alrededores. Se están abriendo nuevos restaurantes y negocios orientados al turismo. Aunque el turismo es aún un fenómeno nuevo en Gaziantep, los habitantes de la ciudad son muy acogedores. Muchos de los estudiantes de inglés se ofrecen como guías para turistas.
Gaziantep es uno de los principales productores de alfombras elaboradas a máquina del mundo. En 2006, exportó alrededor de 700 millones de dólares en alfombras de este tipo. Existen unas 100 fábricas de alfombras en la zona industrial de Gaziantep.
Gaziantep también produjo 60.000 toneladas métricas de pistacho en 2007. Turquía es el tercer productor de pistacho del mundo, después de Irán y Estados Unidos.

## Educación
El Instituto Anatolio de Gaziantep, fundado en 1976, es una escuela pública orientada a la educación de la lengua inglesa.
El Instituto de Ciencias de Gaziantep es un instituto público de internado de Gaziantep cuyo plan de estudios se centra en las ciencias naturales y en las matemáticas. Las clases se imparten en turco y en inglés.
El campus principal de la Universidad de Gaziantep se encuentra a 10 km del centro de la ciudad. Aunque obtuvo el estatus universitario en 1987, la institución ya impartía educación superior desde 1973 como centro adscrito a la Universidad Técnica de Oriente Próximo (METU).

## Cultura
Gaziantep es conocida por sus especialidades culinarias, con influencias árabes y asirias, además de la turca. Algunos ejemplos son el yuvalama (arroz y carne formando bolas del tamaño de un guisante), el lahmacun (también conocido como pizza turca) y el baklava.

### Cultura popular
Gaziantep se hizo famosa en Grecia gracias a la serie de televisión turca Yabancı Damat («El novio extranjero»), conocida en Grecia como Τα σύνορα της Αγάπης («Las fronteras del amor»), una historia de amor entre un joven griego y una turca.

## Deporte
- Gazişehir Gaziantep FK: Gaziantep Stadyumu de 35,000 espectadores y juega en la Superliga de Turquía y la Copa de Turquía
- Gaziantepspor fue un equipo fundado en  7 de febrero de 1969 y desapareció en 2020, jugaba en el Gaziantep Stadyumu y la Superliga de Turquía
- Gaskispor juega en el Gaski Tesisleri con capacidad para 1,250 espectadores pero el equipo fue disuelto en 2011.
- Gaziantep Basketbol: Gaziantep Kamil Ocak Stadium con capacidad para 2,500 espectadores.
- ALG Spor es un club femenino de fútbol juega en la Bayanlar ligi y su estadio es el Batur Stadium para 1,000 espectadores.

## Personalidades de Gaziantep
- Ahmet Ümit - escritor, poeta
- Edip Akbayram - cantante
- Kenan Doğulu - cantante
- Onat Kutlar - escritor, poeta
- Seza Kutlar Aksoy - escritora de literatura infantil
- Tiran Nersoyan - Arzobispo armenio y antiguo Patriarca de Jerusalén
- Ulku Tamer - escritor, poeta
- Hazal Kaya - actriz, modelo

## Ciudades hermanadas
- Duisburgo, Alemania
- Florencia, Italia
- Alepo, Siria
- Ciudad de Kuwait, Kuwait
- Nimega, Países Bajos